# Episodi di CSI - Scena del crimine (terza stagione)
La terza stagione della serie televisiva CSI - Scena del crimine è composta da 23 episodi ed è stata trasmessa dalcanale CBS dal 26 settembre 2002 al 15 maggio 2003, mentre in Italia è stata trasmessa in prima visione sul canale a pagamento Tele+ dal 6 marzo al 26 giugno 2003 e in chiaro su Italia 1 dal 12 marzo al 21 maggio 2004.
| nº | Titolo originale                   | Titolo italiano               | Prima TV USA      | Prima TV Italia |
| -- | ---------------------------------- | ----------------------------- | ----------------- | --------------- |
| 1  | Revenge is Best Served Cold        | La vendetta va servita fredda | 26 settembre 2002 | 6 marzo 2003    |
| 2  | The Accused is Entitled            | La scientifica sotto accusa   | 3 ottobre 2002    | 13 marzo 2003   |
| 3  | Let the Seller Beware              | La coniglietta                | 10 ottobre 2002   | 13 marzo 2003   |
| 4  | A Little Murder                    | Un piccolo omicidio           | 17 ottobre 2002   | 20 marzo 2003   |
| 5  | Abracadaver                        | Abracadavere                  | 31 ottobre 2002   | 20 marzo 2003   |
| 6  | The Execution of Catherine Willows | L'esecuzione                  | 7 novembre 2002   | 27 marzo 2003   |
| 7  | Fight Night                        | La notte della boxe           | 14 novembre 2002  | 27 marzo 2003   |
| 8  | Snuff                              | Video snuff                   | 21 novembre 2002  | 3 aprile 2003   |
| 9  | Blood Lust                         | Il branco                     | 5 dicembre 2002   | 10 aprile 2003  |
| 10 | High and Low                       | In alto e in basso            | 12 dicembre 2002  | 17 aprile 2003  |
| 11 | Recipe for Murder                  | Ricetta per omicidio          | 9 gennaio 2003    | 24 aprile 2003  |
| 12 | Got Murder?                        | È un omicidio?                | 16 gennaio 2003   | 1º maggio 2003  |
| 13 | Random Acts of Violence            | Assassini per caso            | 30 gennaio 2003   | 8 maggio 2003   |
| 14 | One Hit Wonder                     | Colpo a sorpresa              | 6 febbraio 2003   | 15 maggio 2003  |
| 15 | Lady Heather's Box                 | Lady Heather                  | 13 febbraio 2003  | 22 maggio 2003  |
| 16 | Lucky Strike                       | Isaiah                        | 20 febbraio 2003  | 29 maggio 2003  |
| 17 | Crash and Burn                     | Scienza e crimine             | 13 marzo 2003     | 5 giugno 2003   |
| 18 | Precious Metal                     | Metallo prezioso              | 3 aprile 2003     | 6 giugno 2003   |
| 19 | A Night at the Movies              | Una serata al cinema          | 10 aprile 2003    | 12 giugno 2003  |
| 20 | Last Laugh                         | L'ultima risata               | 24 aprile 2003    | 13 giugno 2003  |
| 21 | Forever                            | Per sempre                    | 1º maggio 2003    | 19 giugno 2003  |
| 22 | Play with Fire                     | Giocare col fuoco             | 8 maggio 2003     | 20 giugno 2003  |
| 23 | Inside the Box                     | La rapina                     | 15 maggio 2003    | 26 giugno 2003  |

## La vendetta va servita fredda
- Titolo originale: Revenge is Best Served Cold
- Diretto da: Danny Cannon
- Scritto da: Anthony E. Zuiker e Carol Mendelsohn

### Trama
Un giocatore di poker muore durante una partita e Grissom, Sara e Warrick sono convocati a investigare sul caso. Mentre Greg vuole sapere perché Sara non si fidanza con lui, Catherine e Nick indagano sulla morte di un ragazzo che faceva parte di un team di corse clandestine. I due entreranno nel mondo delle corse sfrenate alla ricerca dell'assassino del povero ragazzo che, dopo essere stato colpito con un proiettile alla tempia, è stato catapultato con l'auto, adesso distrutta. Grissom, Sara e Warrick, dopo l'autopsia del Dr. Robbins, vengono a conoscenza del fatto che l'arma del delitto è del collirio, immesso in un drink. Il principale sospettato diverrà, quindi, la cameriera, ma la verità è un'altra ed è più banale di quanto sembri.
- Special guest star: Ian Somerhalder (Tony Del Nagro), Carmine Giovinazzo (Thumpy G), Jeffrey D. Sams
- Altri interpreti: Christopher Wiehl, Cliff DeYoung, Eric Stonestreet, Madison Mason, J.P. Pitoc, Todd Stashwick, Donna Scott, Brent Hinkley, Walter Emanuel Jones, Gerald McCollouch
- Ascolti TV Italia: 3 185 000 telespettatori.[1]

## La scientifica sotto accusa
- Titolo originale: The Accused is Entitled
- Diretto da: Kenneth Fink
- Scritto da: Ann Donahue e Elizabeth Devine

### Trama
Una ragazza viene trovata morta nella camera d'albergo di una nota star di Hollywood che viene sospettata del delitto e ciò viene confermato da alcuni indizi. La difesa, grazie anche alla consulenza di Philip Gerard, ex insegnante di Grissom, mette gli agenti della scientifica sotto torchio accusandoli di avere manomesso e inquinato le prove. Grissom cercherà in tutti i modi di inchiodare il presunto assassino e scagionare la squadra dalle accuse.
- Guest star: Chad Michael Murray (Tom Haviland), Lindsay Frost, Raymond J. Barry
- Altri interpreti: Christopher Wiehl, Michael B. Silver, Michael Ensign, Marta Martin, David Purdham
- Ascolti TV Italia: 3 074 000 telespettatori.[1]

## La coniglietta
- Titolo originale: Let the Seller Beware
- Diretto da: Richard J. Lewis
- Scritto da: Andrew Lipsitz e Anthony E. Zuiker

### Trama
Una coppia di coniugi viene trovata morta all'esterno della propria abitazione. Tutta la squadra partecipa al caso tranne Sara che, in solitaria, cercherà di fare luce sull'omicidio di una cheerleader, trovata morta nel campo di football della sua scuola. Il caso si farà più inquietante quando l'autopsia rivelerà che le interiora sono state asportate brutalmente a morsi.
- Special guest star: Jeffrey D. Sams
- Altri interpreti: Chris Payne Gilbert, Mary-Margaret Humes, Taylor Handley, Nicole Paggi, Archie Kao, Laurie Fortier, Monique Demers, Edward Edwards
- Ascolti TV Italia: 2 674 000 telespettatori.[2]

## Un piccolo omicidio
- Titolo originale: A Little Murder
- Diretto da: Tucker Gates
- Scritto da: Naren Shankar e Ann Donahue

### Trama
Grissom, Sara e Nick indagano sulla morte di una persona affetta da acondroplasia, trovata morta impiccata alla vigilia del congresso annuale dei nani; Le prime indagini escludono immediatamente il suicidio. Catherine e Warrick invece si occupano dell'omicidio di un uomo, avvenuto in una casa; la prima viene aggredita dall'assassino, rimasto sul posto, e si porterà dietro lo shock fino alla risoluzione del caso.
- Altri interpreti: Phil Fondacaro, Meredith Eaton, Danny Woodburn, Linden Ashby, Kaarina Aufranc, Michael Golden, Archie Kao
- Ascolti TV Italia: 2 497 000 telespettatori.[2]

## Abracadavere
- Titolo originale: Abra Cadaver
- Diretto da: Danny Cannon
- Scritto da: Anthony E. Zuiker e Danny Cannon

### Trama
Grissom, Warrick e Sara indagano sulla scomparsa di una donna, offertasi volontaria per un gioco di prestigio di un famoso mago. Di lei rimangono solo delle macchie di sangue. Il caso si complica quando il mago stesso muore ustionato durante uno dei suoi spettacoli. Catherine e Nick invece si occupano della morte del leader di un gruppo rock, apparentemente stroncato da un'overdose.
- Altri interpreti: Tom Noonan, Lawrence Monoson, Salvator Xuereb, Jennifer Sky, Tushka Bergen, Jon Sklaroff, Esteban Powell, Archie Kao, Jack McGee
- Ascolti TV Italia: 2 888 000 telespettatori.[3]

## L'esecuzione
- Titolo originale: The Execution of Catherine Willows
- Diretto da: Kenneth Fink
- Scritto da: Carol Mendelsohn e Elizabeth Devine

### Trama
Un uomo, condannato quindici anni prima per avere violentato e ucciso tre ragazze, arrestato grazie anche all'aiuto di Catherine, sta per essere condannato a morte. Pochi secondi prima dell'esecuzione, però, questa viene fermata, visto che la prova del DNA può scagionare l'uomo. Nel frattempo Grissom indaga sull'omicidio di una studentessa, morta nello stesso modo delle tre ragazze di quindici anni prima.
- Guest stars: Beth Grant (Sally Roth) e Wade Williams (Mr. Reston)
- Altri interpreti: Wayne Péré, Skip O'Brien, Viola Davis, Romy Rosemont, David Lee Smith
- Ascolti TV Italia: 2 610 000 telespettatori.[3]

## La notte della boxe
- Titolo originale: Fight Night
- Diretto da: Richard J. Lewis
- Scritto da: Andrew Lipsitz e Naren Shankar

### Trama
Un pugile muore durante un combattimento con il suo acerrimo rivale. Indagando, Grissom, Sara e Warrick inizieranno a credere che si tratti di un omicidio. Catherine, con l'aiuto del detective Vega, cerca di far luce sull'uccisione, avvenuta in un parcheggio, di un ragazzo, appartenente a una gang di Los Angeles. Nick si occupa invece di una rapina avvenuta in una gioielleria.
- Altri interpreti: Christopher Wiehl, Roma Maffia, Khalil Kain, Greg Serano, Jennifer Aspen, Ron Canada, Skip O'Brien, Richard Biggs, Geoffrey Rivas, Ricky Aiello, Ryan Cutrona, Marty Rackman, Gerald McCullough, Terry Bozeman
- Ascolti TV Italia: 2 557 000 telespettatori.[4]

## Video snuff
- Titolo originale: Snuff
- Diretto da: Kenneth Fink
- Scritto da: Ann Donahue e Bob Harris

### Trama
Catherine trova un video in cui viene filmato il brutale assassinio di una ragazza, alle indagini partecipano anche Warrick e Sara. Nel deserto viene ritrovata una cassa di metallo, con all'interno il cadavere di un uomo, divorato da una colonia di formiche rosse. Grissom e Nick cercheranno di trovare l'assassino dell'uomo.
- Special guest star: William Mapother
- Altri interpreti: Tyler Christopher, Pamela Gidley, Sam Hennings, Archie Kao, Niecy Nash, Sal Lopez, Stephen Spacek

- Ascolti TV Italia: 2 315 000 telespettatori.[4]

## Il branco
- Titolo originale: Blood Lust
- Diretto da: Charlie Correll
- Scritto da: Josh Berman e Carol Mendelsohn

### Trama
Un tassista indiano sta riportando una sua cliente verso la sua abitazione quando a seguito di una distrazione investe un adolescente travolgendolo con l'auto. Il tassista scende per vedere ciò che è successo e una volta visto il ragazzo in terra rientra velocemente nel taxi. Un gruppo di uomini presenti al bar dell'incrocio dell'incidente vedendolo correre in auto si precipitano su di lui per fermarlo e, dopo averlo estratto dalla macchina, lo picchiano a morte. Grissom analizzando il cadavere del giovane investito nota che tra le molte ferite, mancano i tipici segni di impatto con un'auto. Grissom preleva il DNA del branco che ha aggredito il tassista e chiede a Greg di individuare i responsabili con un confronto con le tracce lasciate sui vestiti del tassista. Nel frattempo attraverso l'analisi del taxi e dalla testimonianza della passeggera si scopre che il tassista non voleva fuggire, ma solo raggiungere la radio per chiedere soccorso. Il branco quindi ha ucciso il tassista. Il tassista inoltre non ha nemmeno ucciso il ragazzo investito, in quanto risulta avere solo un trauma da schiacciamento che indica che il ragazzo era già a terra quando è stato travolto. Il giovane risulta invece essere stato accoltellato. Seguendo la pista di sangue lasciata dal ragazzo si giunge a un parco pubblico dove viene ritrovato il corpo del fidanzato della madre a cui invece hanno sparato. Viene ritrovata anche la pistola su cui sono presenti tracce di pelle bruciata. A sparare è stato il fratello del ragazzo investito che non voleva trasferirsi a causa del nuovo lavoro del fidanzato della madre, il quale per difesa aveva accoltellato il giovane intervenuto per sedare la lite.
- Altri interpreti: Michele Greene, Gina Philips, James MacDonald, Michael Welch, Brandon Mauro, Gerald McCullouch, Candace Edwards, Anjul Nigam

## In alto e in basso
- Titolo originale: High and Low
- Diretto da: Richard J. Lewis
- Scritto da: Eli Talbert e Naren Shankar

### Trama
Due skaters assistono alla morte di un uomo, precipitato da un palazzo di sei piani. L'ipotesi iniziale del suicidio viene subito scartata con il ritrovamento da parte di Grissom di alcune tracce ematiche sul bordo del tetto. Nick però non trova tracce né di colluttazione, né di un'eventuale terza persona sul tetto. L'autopsia rivela che la causa della morte non è stata l'impatto al suolo, bensì il soffocamento, senza presentare però tracce di strangolamento o di legatura. Attraverso l'identificazione della vittima si arriva a quello che era il suo hobby preferito: il parapendio. Nick e Warrick scoprono che il ragazzo era molto competitivo e strafottente, poco ligio alle regole e che ciò gli aveva procurato molti nemici. Viene ritrovata la sua auto dove trovano la sua attrezzatura danneggiata e ciò aveva costretto la vittima a utilizzare un equipaggiamento preso in prestito. Viene indagato un istruttore di volo reo di avergli prestato l'attrezzatura che poi rompendosi in volo avrebbe causato la morte del giovane. La pista però non è quella giusta perché un'analisi della corda spezzata rivela che la causa di rottura è l'usura. Si pensa allora a un incidente dovuto all'eccessiva sicurezza della vittima che salendo troppo in alto di quota con aria sempre più rarefatta abbia perso i sensi e sia precipitato. Da un'analisi di Warrick dell'altimetro si scopre che è stato manomesso e le impronte digitali al suo interno rivelano il colpevole del delitto. Catherine invece si occupa della morte di un uomo, ucciso dalla sua stessa pistola nel parcheggio del bar che frequentava abitualmente. Attraverso l'identificazione si risale al suo indirizzo e interrogando l'uomo di fronte casa sua si scopre che questo aveva dei problemi con il suo vicino di casa. I due infatti litigavano spesso e per qualsiasi cosa, fino a rubarsi il filo per la televisivo via cavo, tagliarsi le piante del giardino, fino a che la vittima non aveva ucciso con la macchina il cane che si trovava legato in giardino. Il vicino accortosi della morte del suo cane e le tracce dell'auto che puntavano dritto verso il giardino, corre a cercare il vicino con intenzioni minacciose. Lo trova fuori del bar ubriaco e armato di una Desert Eagle calibro cinquanta. Le condizioni dell'uomo lo rendono facile al disarmo e questi gli spara con la sua stessa pistola.
- Altri interpreti: Richard Burgi, Michael Trucco, Colleen Porch, Skip O'Brien, Leslie Bega, Cynthia Preston, Sal Landi, Philip McNiven, Cooper Thornton, Gerald McCullough, Catherine MacNeal

## Ricetta per omicidio
- Titolo originale: Recipe for Murder
- Diretto da: Richard J. Lewis e J. Miller Tobin
- Scritto da: Anthony E. Zuiker e Ann Donahue

### Trama
Lo chef di un ristorante di lusso viene trovato morto nel tritacarne di un mattatoio. L'omicidio si è scoperto perché l'ulna ha inceppato la macchina, impedendo all'assassino di completare il lavoro. Con solo il braccio a disposizione la vittima viene identificata attraverso le impronte digitali. Si risale al ristorante dove l'uomo lavorava e dove vengono ritrovate tracce di sangue coagulato misto a sabbia in un canale di scolo della cucina. Inoltre su uno dei coltelli vi sono tracce di smalto per unghie attraverso il quale si risale all'addetta ai tavoli, con la quale la vittima aveva una relazione e che era stato da lei sorpreso con una cuoca della cucina mentre avevano un rapporto sessuale nella dispensa. Il corpo era stato fatto a pezzi dal proprietario del locale e da un collega cuoco per evitare che la polizia chiudesse il ristorante. Warrick e Sara si occupano dell'apparente suicidio di una giovane donna che soffriva di psicosi maniaco depressiva. I tagli sui polsi sono però troppo netti e atipici per un suicidio. Inoltre il corpo è stato palesemente spostato facendo intuire la presenza di una terza persona. Inizialmente viene sospettato il fidanzato che aveva lasciato tracce evidenti sul letto della ragazza, ma si scopre che aveva solo malamente cercato di rianimarla senza però poi chiamare la polizia per denunciare l'accaduto. Da un'analisi tossicologica si scopre che la ragazza era imbottita di sedativi in una dose tale da impedire che si sia tagliata da sola, inoltre una ricetta medica indica che la madre ne fa uso. Dal DNA di una macchia presente su una camicia nell'armadio di fianco al letto rivela che il padre era presente nella stanza al momento dell'omicidio. L'uomo non voleva in realtà ucciderla, ma dare l'impressione che la ragazza fosse diventata pericolosa per sé stessa e quindi potesse essere ricoverata in un'apposita struttura. Il padre aveva narcotizzato la figlia e le aveva tagliato le vene, pronto a soccorrerla subito dopo, ma l'improvviso arrivo del fidanzato lo aveva spaventato inducendolo a nascondersi condannando la figlia.
- Altri interpreti: Christopher Wiehl, Daniel Hagen, Marita Geraghty, Wallace Langham, Robert Mailhouse, Kimberly Huie, Darren Pettie, Chad Lindberg, Perry Reeves, Cameron Mathison, Lori Rom, Scott MacDonald, Larry Clarke
- Ascolti TV Italia: 3 177 000 telespettatori.[5]

## È un omicidio?
- Titolo originale: Got Murder?
- Diretto da: Kenneth Fink
- Scritto da: Sarah Goldfinger

### Trama
Alcuni ornitologi trovano nel becco di un corvo un occhio umano. Catherine e Grissom attraverso un'analisi del nido dell'uccello tracciano ipotesi sul luogo dove possa trovarsi il resto del corpo. La presenza di calcare rende la discarica di Las Vegas il luogo più probabile, in quanto usato per coprire i rifiuti. Con un'analisi dei liquidi dell'occhio si ottiene anche una probabile data della morte necessaria per sapere dove cercare in base all'avanzamento giornaliero dei rifiuti stessi nella discarica. Vengono ritrovati alcune parti del corpo di una donna e da un'analisi dei rifiuti circostanti il cadavere si giunge al probabile quartiere da cui proviene. Da un'analisi dei bidoni dell'immondizia si arriva alla casa da dove proviene la vittima. Nel congelatore di casa vengono ritrovate tracce della presenza del corpo della vittima e il congelamento spiega il perché la donna sia stata trovata a pezzi. Prima viene sospettato il suo ex marito perché lasciato anni prima dalla donna senza che questa si sia fatta più rivedere e senza una spiegazione, con i due figli piccoli a cui badare. Il probabile odio covato verso la sua ex moglie può averlo spinto a uccidere nel momento in cui è tornata a casa. Gli indizi portano poi alla figlia che dopo essersi sostituita in casa alla madre per le piccole faccende quotidiane e nella cura del fratellino più piccolo, non sopportava che questa fosse ricomparsa nella vita del padre. Un venditore d'auto viene portato nel laboratorio del coroner per quello che sembra un banale attacco cardiaco. L'uomo non è però morto, ma solo paralizzato, quindi a seguito dell'incisione comincia a sanguinare. L'uomo viene portato in ospedale, dove, però, non sopravvivrà. La scientifica si reca quindi sul posto di lavoro, dove gli indizi raccolti indirizzano i sospetti verso un collega della vittima, salito di grado dopo la sua morte e che è anche un collezionista di serpenti. L'analisi tossicologica rivelerà la presenza di veleno di serpente come causa della paralisi che ha portato al decesso e compatibile con uno dei serpenti presenti nell'abitazione del sospettato.
- Altri interpreti: Evan Rachel Wood, Joey Slotnick, Allison Smith, Terry Bozeman, Rebecca Boyd, Candace Edwards, Marc Lynn, Joel MacKinnon Miller, David Starzyk
- Special guest star: Michael O'Keefe
- Ascolti TV Italia: 2 997 000 telespettatori.[5]

## Assassini per caso
- Titolo originale: Random Acts of Violence
- Diretto da: Danny Cannon
- Scritto da: Danny Cannon e Naren Shankar

### Trama
La famiglia Phelps si sta preparando per andare a letto, quando fuori dalla loro abitazione scoppia una sparatoria. I proiettili investono la casa colpendo una parete e trapassandola fino a colpire una bambina che dormiva nel suo letto. Del caso si occupano Grissom e Warrick. Nella sparatoria rimane ferito anche un ragazzo bianco che stava salutando la sua ragazza di colore davanti alla casa dei Phelps e ciò spinge a credere che fosse lui l'obiettivo della sparatoria. Warrick prende molto a cuore il caso perché l'omicidio è avvenuto nel quartiere dove abitava da piccolo con la nonna e perché il signor Phelps è una persona che si occupa del recupero dei ragazzi disadattati del quartiere cercando di regalare loro un futuro migliore e un'alternativa alla delinquenza e che in passato ha aiutato lo stesso Warrick. In un bar vicino viene poi fermato un giovane trovato con una mitraglietta che risulterà essere l'arma che ha sparato davanti a casa Phelps, ma il ragazzo nega di avere sparato e di avere trovato l'arma la sera stessa in un vicolo vicino al luogo della sparatoria. Grissom indaga sul luogo del ritrovamento e scopre che in una casa del vicolo la stessa sera dell'omicidio è avvenuto un furto e segni sul cancello e il ritrovamento di un proiettile, confermano che il giovane fermato ha solo trovato la pistola e non partecipato alla sparatoria, ma di avere mentito sul preciso luogo del ritrovamento solo per non essere accusato di furto. La mitraglietta era stata lanciata in corsa proprio nel giardino dell'abitazione in cui stava tentando di rubare. Warrick intanto coinvolto emotivamente e convinto della colpevolezza del primo sospettato si fa rivelare con uno stratagemma il luogo in cui è nascosto il ragazzo per andare a parlargli e farsi dire le ragioni del gesto. Warrick è però seguito dal signor Phelps che quando Warrick lascia il sospettato lo aggredisce tanto da mandarlo in ospedale. L'aggressione costringe la polizia ad arrestare il padre della bambina. Grissom intanto recupera un'impronta dal proiettile ritrovato e ciò porta a un ragazzo che era stato cacciato dalla comunità di recupero del signor Phelps per il reiterarsi delle sue azioni malavitose e che per ritorsione aveva sparato verso la casa per intimidazione. Il proprietario di una ditta informatica viene ucciso con un colpo alla testa in una stanza, piena zeppa di personal computer caratterizzata dalla presenza di aria condizionata per mantenerne bassa la temperatura e da una sola porta per entrare e uscire. L'omicidio si presenta come un vero e proprio delitto della camera chiusa con scarsi luoghi in cui il colpevole poteva nascondersi e un'unica uscita da cui è difficile non essere visti dal personale interno sia nell'atto di entrare che di uscire. Nick interroga i dipendenti e scopre che tutti avevano motivo di risentimento verso la vittima ma nessun indizio che conduca a un reale sospettato. Da un'analisi del condotto di aerazione si scopre che la morte dell'uomo è avvenuta per la caduta di un martello del manutentore che si trovava al piano superiore e che per paura aveva recuperato il martello con un recupera oggetti per canali di aerazione senza chiamare la polizia.
- Guest star: Keith David (Matt Phelps)
- Ascolti TV Italia: 3 181 000 telespettatori.[6]

## Colpo a sorpresa
- Titolo originale: One Hit Wonder
- Diretto da: Felix Enríquez Alcalá
- Scritto da: Corey Miller

### Trama
Nel primo caso Grissom e Catherine cercano di identificare un voyeur che terrorizza alcune ragazze in un particolare quartiere di Las Vegas. Grissom nota che con l'aumentare delle vittime il modus operandi del criminale muta, divenendo sempre più meticoloso e sicuro spingendolo sempre di più al contatto fisico con la vittima prescelta. Una sera viene fermato un giovane che si aggira furtivamente per alcune abitazioni, ma a suo carico non c'è nulla di probativo tale da formalizzare un'accusa. Attraverso un'analisi delle abitazioni tipicamente colpite dal guardone ne vengono individuate alcune appartenenti a giovani donne che rappresentino un possibile obiettivo. Nell'ispezione di una di queste ad aprire è il giovane fermato in precedenza, il quale dice di abitare in quella casa da poco; un controllo approfondito dell'abitazione fa ritrovare la proprietaria legata in uno sgabuzzino. Contemporaneamente una cara amica di Sara deve sottoporsi a un delicato intervento chirurgico per la rimozione di una pallottola conficcata nel collo da diversi anni. La donna era rimasta vittima col marito di un'aggressione in casa e il marito era rimasto ucciso e lei paralizzata. L'intervento nonostante le possibilità di riuscita siano molto poche va a buon fine e la donna riesce a salvarsi. Il proiettile estratto, unica prova del vecchio delitto, viene analizzato da Sara che scopre che è stato utilizzato in una rapina finita male e che ha portato all'arresto di un uomo. L'uomo ammette di avere trovato la pistola a casa della donna, ma di non avere trovato nessuno. Era a casa della donna solo per devastarla come vendetta per un vecchio caso giudiziario e nel rompere il tavolino del salotto era saltata fuori. Sara analizza quindi le vecchie prove del caso e scopre che le macchie di sangue sulla camicia del marito non erano perpendicolari al terreno a indicare una posizione verticale del corpo, ma scivolavano sul fianco a indicare un colpo nel sonno e quindi da sdraiato. La donna quindi anni prima aveva sparato nel sonno al marito, colpevole di abusi e violenze, e che quest'ultimo come ultimo gesto abbia raccattato da terra la pistola sparandole alla gola. La donna agonizzante aveva allora nascosto la pistola sotto il tavolino per non farla trovare.
- Special guest star: Elizabeth Mitchell
- Altri interpreti: Devon Gummersall, Leslie Grossman, Joseph Mazzello, Romy Rosemont, Jeff Kober, Rick Worthy, Chad Morgan, Gerald McCullough, Joe Michael Burke
- Ascolti TV Italia: 2 949 000 telespettatori.[6]

## Lady Heather
- Titolo originale: Lady Heather's Box
- Diretto da: Richard J. Lewis
- Soggetto di: Anthony E. Zuiker & Ann Donahue & Josh Berman & Bob Harris
- Scritto da: Carol Mendelsohn & Andrew Lipsitz & Naren Shankar & Eli Talbert

### Trama
Durante uno schiuma party un ragazzo viene ritrovato morto apparentemente ucciso da un colpo al collo procurato da un corpo contundente. Da una scarpa con evidenti tracce di sangue, abbandonata sul luogo del delitto, si capisce che il foro sul collo è stato provocato dal lungo tacco a spillo della calzatura. Ma questo indica anche la vittima era già a terra quando è stata colpita, e che a causare il decesso è stato altro. L'esame tossicologico rivela che a uccidere il giovane è stata una dose di insulina per diabetici. In un appartamento Catherine e Nick trovano il cadavere di un giovane che anche lui risulterà ucciso da una dose di insulina. La seconda vittima attraverso l'analisi degli appuntamenti si scoprirà essere un gigolò e che lo era anche la prima vittima. La comune attività delle vittime e la stessa causa della morte portano alla conclusione che il caso di omicidio sia lo stesso. Si scopre anche che entrambe le vittime lavoravano per Lady Heather, la dominatrice fetish già incontrata da Grissom e dal suo team. Lei stessa entrerà nella rosa dei sospettati perché diabetica. Da un controllo incrociato degli appuntamenti dei due giovani si arriva a una cliente in comune portata da Lady Heather dal marito perché aumentasse la sua esperienza in campo sessuale. Risulterà quindi essere la prima sospettata fino a quando anch'essa non verrà ritrovata morta. Sulle tracce lasciate su di lei dall'aggressore si arriverà a una collaboratrice di Lady Heather che aveva ucciso i due uomini e la donna perché invaghita del marito. Catherine vivrà intanto una terribile dramma familiare. Sua figlia che quella sera si trovava a casa del suo ex marito Eddie, la chiama dicendo di essere intrappolata in macchina e che questa è uscita di strada a causa della pioggia e adesso si sta allagando. Catherine seguendo le indicazioni della figlia riesce a trovarla e a salvarla, ma nell'auto non c'è traccia del marito, ma vengono trovate tracce di droga. La bambina rivela che a guidare non era il padre, che si trovava sul sedile del passeggero perché aveva mal di stomaco, ma una sua amica. Le indagini vengono affidate a Sara che scopre che l'amica è un'aspirante cantante tossicomane e dall'autopsia di Eddie, a cui, in realtà gli hanno sparato allo stomaco. Viene indagato lo spacciatore della donna ma i due si rimpallano la responsabilità su chi abbia effettivamente sparato. L'omicidio rimane pertanto insoluto, riuscendo a incriminare la donna solo per omissione di soccorso, avendo abbandonato la figlia di Catherine nell'auto e per possesso di droga, e lo spacciatore per spaccio.
- Nota. Questo è un doppio episodio della durata di 90 minuti.
- Guest star: Melinda Clarke (Lady Heather); Pauley Perrette (Candeece), Elizabeth Berkley (Renée)
- Altri interpreti: Melinda Clarke, Michael Riley, Amy Pietz, Elizabeth Barkley, Timothy Carhart, Madison McReynolds, Pauley Perrette, Samuel Ball, Alimi Ballard, Geoffrey Rivas, Leslie Bega, Archie Kao, Benjamin Benitez, Rick Pasqualone
- Ascolti TV Italia: 2 896 000 telespettatori.[7]

## Isaiah
- Titolo originale: Lucky Strike
- Diretto da: Kenneth Fink
- Scritto da: Eli Talbert e Anthony E. Zuiker

### Trama
La polizia sta inseguendo un'auto per le strade di Las Vegas. Quando il mezzo si ferma la polizia la circonda intimando all'uomo di uscire. L'uomo esce e, una volta fuori dall'auto, si accascia e muore. Inaspettatamente la vittima ha un paletto di legno conficcato nel cranio. Grissom e Nick si occuperanno quindi di questo caso. L'autopsia rivela che l'uomo è potuto sopravvivere perché il paletto si è conficcato proprio tra i due emisferi del cervello impedendone l'emorragia e consentendo all'uomo di sopravvivere. Identificato l'uomo si arriva alla sua abitazione dove viene ritrovato un proiettile macchiato di sangue insieme a tutta una strumentazione per fondere e lavorare oro. Il proiettile fa capire che c'è un'altra vittima ancora da trovare. Scoprono inoltre che la principale attività dell'uomo ucciso dal paletto è quella di venditore di miniere. L'uomo però è un truffatore perché vendeva miniere esaurite che faceva passare come buone sparando oro sulle pareti con il proprio fucile. Nell'ispezionare una galleria Grissom trova l'uomo ucciso dal colpo di pistola, portato lì dalla prima vittima dopo averlo ucciso, per nasconderlo e farlo saltare in aria con la dinamite. Proprio lo scoppio di questa aveva provocato il conficcarsi del paletto sulla testa dell'uomo. La seconda vittima era stata uccisa perché era andata a lamentarsi della miniera che aveva acquistato. Il figlio di cinque anni di un noto giocatore di basket viene rapito e, per il suo rilascio, vengono chiesti cinque milioni di dollari: Catherine e Warrick indagano. I soldi vengono lasciati dove richiesto dai rapitori, ma non vengono ritirati. Il bambino viene inoltre ritrovato morto ai bordi di una strada buttato in corsa fuori dall'auto. I due scoprono che la sera prima del rapimento la vecchia compagna del giocatore, da cui ha avuto un figlio, era stata a trovarlo. La donna viene interrogata ma a suo carico non risulta nulla. Le tracce sul bambino rivelano il luogo in cui è stato trattenuto e poi ucciso. Il luogo è un canile e il gestore è anch'egli morto. Si scopre che il bambino è stato ucciso da quest'ultimo con dei tranquillanti per animali per tenerlo buono. Da un'analisi del luogo risultano anche tracce che portano inequivocabilmente alla vecchia ragazza del giocatore, la quale ha ucciso il gestore dopo avere visto che il bambino era morto. Catherine e Warrick tornano allora a casa della donna che però è fuggita lasciando in casa il figlio suo e del giocatore quasi a compensare quello morto.
- Special guest star: Jeffrey D. Sams
- Altri interpreti: Dwayne Adway, Tracy Lynn Middendorf, Leslie Silva, Mahershalalhashbaz Ali, Cameron Daddo, Sam Jaeger
- Ascolti TV Italia: 2 599 000 telespettatori.[7]

## Scienza e crimine
- Titolo originale: Crash & Burn
- Diretto da: Richard J. Lewis
- Scritto da: Josh Berman

### Trama
Un'auto finisce contro una vetrina di un caffè uccidendo tre persone e ferendone altre alcune delle quali in maniera molto grave. Alla guida dell'auto c'era una donna anziana che come risulterà dall'autopsia era perfettamente in grado di guidare; l'autopsia rivela anche che la donna però non sarebbe vissuta ancora a lunga a causa di un tumore al colon. Viene analizzata anche l'auto che risulta essere perfettamente funzionante e priva di manomissioni. Analizzando i clienti del bar viene scoperto che sono quasi tutti clienti di una compagnia di assicurazioni che si trova proprio lì vicino. Da un controllo risulta che la vittima era cliente della compagnia, la quale aveva sospeso la pratica per la cura del cancro impedendo alla donna di avere fondi per la cura della malattia e impedendole di fare ricorso. Si scopre che la donna si è quindi lanciata verso la vetrina a grandissima velocità proprio con l'intento di uccidere uno o più dipendenti della compagnia. Sara scopre che tra i clienti del locale c'era anche Hank in compagnia di una ragazza la quale si rivela essere la sua ragazza da diversi anni. Sara che, insieme con Hank stava cercando di creare un rapporto rimarrà molto delusa e amareggiata. Grissom e Nick cercano di scoprire se la fuga di monossido di carbonio che ha ucciso una donna, madre di famiglia, sia dovuta ad un guasto o ad un gesto intenzionale. Nel camino scoprono che il condotto di aerazione è guasto e che era compito del figlio ripararlo e trovano inoltre del carbone attivo che proviene dal filtro dell'acquario del giovane. Il ragazzo confessa di avere ucciso la madre e tentato di uccidere il padre, scampato alla morte per una casualità, perché non volevano mandarlo all'università in quanto troppo costosa e che il reddito familiare era comunque sufficientemente alto da non consentire borse di studio.
- Special guest star: Jeffrey D. Sams
- Altri interpreti: Christopher Wiehl, Jonathan Tucker, Jeremy Roberts, Wallace Langham, Dahlia Salem, Christopher Gorham, Kevin Richardson, James Sutorius
- Ascolti TV Italia: 2 638 000 telespettatori.[8]

## Metallo prezioso
- Titolo originale: Precious Metal
- Diretto da: Deran Sarafian
- Scritto da: Naren Shankar e Andrew Lipsitz

### Trama
Due ragazze stanno correndo con i loro quad quando una di loro urta contro un barile di scorie tossiche, la ragazza avvisa la polizia che apre il contenitore e trova al suo interno un cadavere in via di putrefazione, Catherine, Sara e Nick si occupano del caso. Grissom e Warrick invece devono indagare sul caso di un uomo trovato morto vicino a un cassonetto undici giorni prima, purtroppo il coroner ha perso il corpo della vittima, quindi hanno a disposizione solo le foto e i vestiti.
- Altri interpreti: Katherine LaNasa, Matt Winston, Geoffrey Rivas, Garret Dillahunt, Matt DeCaro, Blake Adams, Sarah Lancaster
- Ascolti TV Italia: 2 699 000 telespettatori.[8]

## Una serata al cinema
- Titolo originale: A Night at the Movies
- Diretto da: Matt Earl Beesley
- Scritto da: Danny Cannon, Anthony E. Zuiker e Carol Mendelsohn

### Trama
Catherine e Grissom scoprono che le morti di un manager di night club e di un appassionato cinefilo sono collegate.
- Special guest star: Anthony E. Zuiker
- Altri interpreti: Charlie Hofheimer, Cyia Batten, Megan Ward, Finn Carter, Peter Dobson, Skip O'Brien, Wallace Langham, Romy Rosemont, Archie Kao, Kevin Christy, Todd Giebenhain
- Ascolti TV Italia: 2 570 000 telespettatori.[9]

## L'ultima risata
- Titolo originale: Last Laugh
- Diretto da: Richard J. Lewis
- Scritto da: Bob Harris, Anthony E. Zuiker e Carol Mendelsohn

### Trama
Grissom Warrick e Catherine indagano sulla morte di un famoso comico di Las Vegas avvenuta durante un suo spettacolo. Gli esami di laboratorio chiariscono subito che il comico è stato avvelenato. Nick e Sara invece lavorano a un caso in cui una donna perde la vita scivolando nella vasca da bagno, il caso era stato archiviato come incidente, ma Jim Brass vede l'ex marito in compagnia di un'altra donna scendere da una Ferrari Testa Rossa e gli vengono dei dubbi sulla reale dinamica dell'accaduto.
- Guest star: Jeffrey Ross, Gilbert Gottfried (Jeff Perry)
- Altri interpreti: Bob Goldthwait, Bryan Callen, Alan Blumenfeld, Jeff Perry, Tom Gallop, Wallace Langham, Sandra Purpuro, Maggie Wheeler, Leslie Bega, Larry Thomas, Molly Weber
- Ascolti TV Italia: 2 536 000 telespettatori.[9]

## Per sempre
- Titolo originale: Forever
- Diretto da: David Grossman
- Scritto da: Sarah Goldfinger

### Trama
Due giovani ragazzi vengono trovati morti, a poca distanza, nel deserto. Forse è un suicidio. Il caso è seguito da Warrick e Sara. Nel frattempo Grissom, Catherine e Nick indagano sulla morte di un'addestratrice di cavalli trovata morta su un jet privato.
- Special guest star: Jeffrey D. Sams
- Altri interpreti: Lee Garlington, Patrick Fabian, Elaine Hendrix, Susan Walters, Jonathan Slavin, Michael Mantell, Olivia Friedman, Nigel Gibbs, Lisa Wilhoit, Arielle Kebbel
- Ascolti TV Italia: 3 130 000 telespettatori.[10]

## Giocare col fuoco
- Titolo originale: Play with Fire
- Diretto da: Kenneth Fink
- Scritto da: Naren Shankar e Andrew Lipsitz

### Trama
Allison Carpenter viene trovata morta in un liceo. Il caso si ricollega a un caso di omicidio e di stupro di tanti anni prima. Al caso lavorano Nick, Sara e Grissom. Nel frattempo Warrick e Catherine dovranno occuparsi dell'esplosione all'interno del laboratorio della scientifica che manda Greg in ospedale e ferisce Sara con alcune schegge di vetro.
- Special guest star: Bob Gunton
- Altri interpreti: Max Martini, Luis Antonio Ramos, Rebecca McFarland, Wallace Langham, Romy Rosemont, Archie Kao, Olivia Rosewood, Raymond Cruz
- Ascolti TV Italia: 3 014 000 telespettatori.[10]

## La rapina
- Titolo originale: Inside the Box
- Diretto da: Danny Cannon
- Scritto da: Carol Mendelsohn e Anthony E. Zuiker

### Trama
Il detective Lockwood muore durante una rapina in banca. I rapinatori volevano solamente una cassetta di sicurezza contenente delle forbici, arma di un delitto legato a Sam Braun. Attraverso l'analisi del DNA, Catherine scopre che Sam è suo padre.
- Special guest star: Scott Wilson, Jeffrey D. Sams
- Altri interpreti: Michael Shamus Wiles, Romy Rosemont, Gerald McCullouch, David Selburg, Emilio Rivera, Christie Lynn Smith
- Ascolti TV Italia: 2 820 000 telespettatori.[11]